# Birch Close
Birch Close – wieś w Anglii, w hrabstwie Dorset. Leży 34 km na wschód od miasta Dorchester i 152 km na południowy zachód od Londynu.